# Sanda Belgyan
Sanda Belgyan (née le 17 décembre 1992 à Cluj-Napoca) est une athlète roumaine, spécialiste du 400 m et du 400 m haies.
Elle est finaliste lors des Championnats du monde 2013. Elle remporte le titre du relais 4 x 400 m lors des Jeux de la Francophonie 2013.